# Герб Середини-Буди
Герб Середини-Буди — офіційний геральдичний символ міста Середина-Буда Сумської області. Сучасний герб затверджений 24 березня 2006 року рішенням Середино-Будської міської ради.
Автор герба — Харитоненко Любов Євгенівна.

## Опис
Герб являє собою класичний геральдичний щит — прямокутник із закругленими нижніми кутами, загострений донизу. Геральдичне поле герба розділено на три частини. У верхній частині на блакитному полі розміщений хрест старообрядців, а на червоному полі смолоскип з трьома язиками полум'я. Їх розділяє прикордонний стовп. У нижньому жовтому полі розміщене кленове і дубове листя.

## Символіка
Блакитний колір символізує безхмарне небо над Серединою-Будою. Червоний — колір героїчної боротьби місцевих жителів у роки випробувань, воєн, партизанської боротьби. Жовтий — колір пісковиків, що оточують місто. Зелений — колір лісу, багатої рослинності.
Хрест старообрядців символізує внесок в історію міста старообрядців. Загалом, протягом всієї історії міста релігійна складова відігравала істотну роль.
Смолоскип з трьома язиками полум'я символізує героїзм, проявлений жителями міста у трьох війнах: французько-російській, Українській революції, Другій світовій війні.
Кленове і дубове листя символізують будівельний промисел, заснований на лісових багатствах краю. Також дубове листя символізує те, що місто засноване на околиці великого дубового масиву, залишком якого сьогодні є парк «Мирщина». Деревина була і є головним природним ресурсом місцевої промисловості. Кількість кінчиків на листках відповідає кількості населених пунктів міської ради.
Прикордонний стовп символізує розташування Середини-Буди на кордоні з Росією. Прикордоння, як істотна ознака краю, має визначальний вплив на його історичну долю.